# Jinzhong
Jinzhong (chinois : 晋中 ; pinyin : Jìnzhōng) est une ville de l'est de la province chinoise du Shanxi. Sa population était de 238 686 habitants en 2006. Elle est le siège d'un évêché catholique.

## Subdivisions administratives
La ville-préfecture de Jinzhong exerce sa juridiction sur onze subdivisions - un district, une ville-district et neuf xian :
- le district de Yuci - 榆次区 Yúcì Qū ;
- la ville de Jiexiu - 介休市 Jièxiū Shì ;
- le xian de Yushe - 榆社县 Yúshè Xiàn ;
- le xian de Zuoquan - 左权县 Zuǒquán Xiàn ;
- le xian de Heshun - 和顺县 Héshùn Xiàn ;
- le xian de Xiyang - 昔阳县 Xīyáng Xiàn ;
- le xian de Shouyang - 寿阳县 Shòuyáng Xiàn ;
- le xian de Taigu - 太谷县 Tàigǔ Xiàn ;
- le xian de Qi - 祁县 Qí Xiàn ;
- le xian de Pingyao - 平遥县 Píngyáo Xiàn ;
- le xian de Lingshi - 灵石县 Língshí Xiàn.

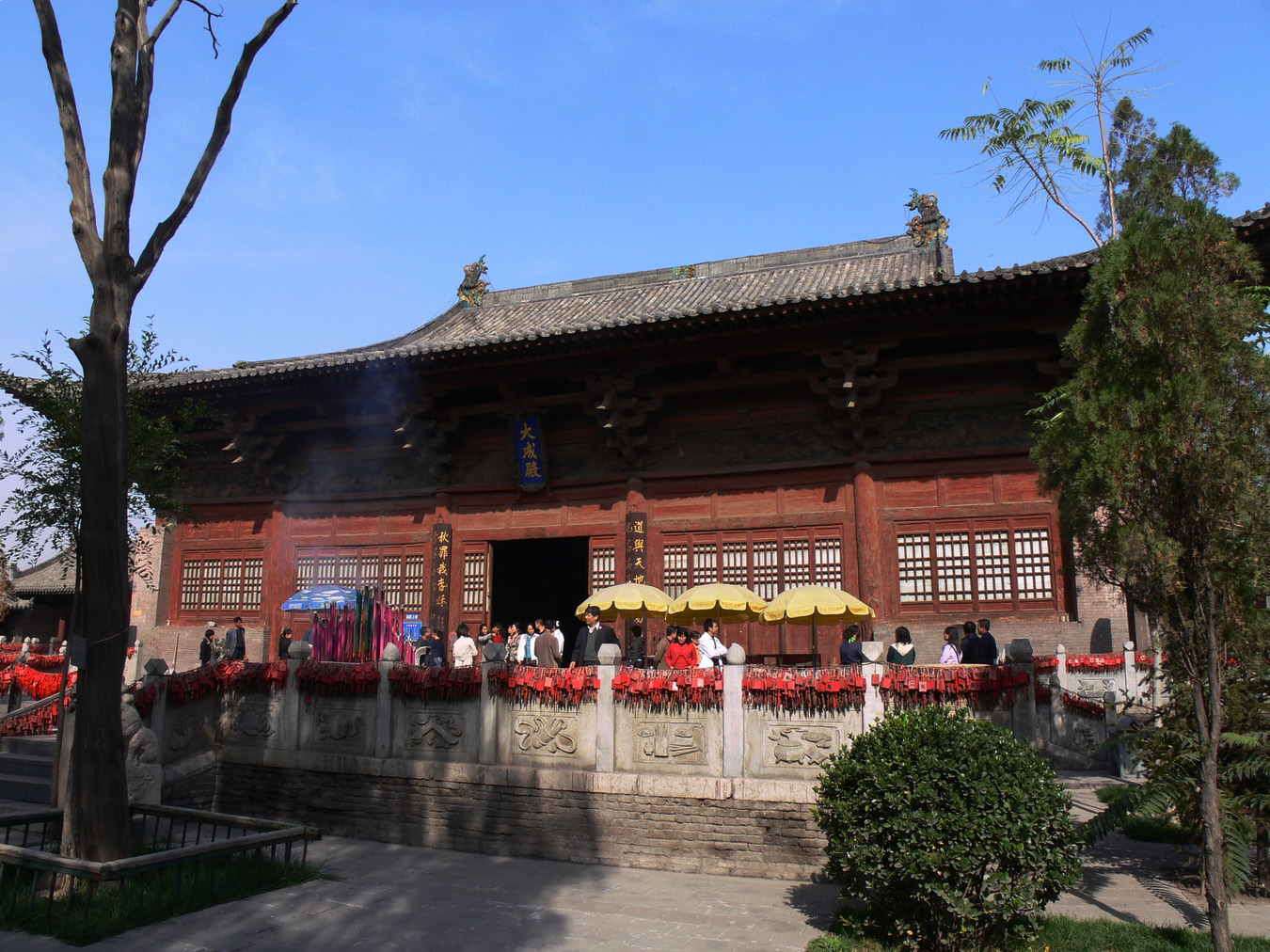
Salle des Grandes Réalisations dans le Temple Confucieux de Pingyao